# Life, Death, Happiness and Stuff
Life, Death, Happiness & Stuff är den isländska musikgruppen Skes debutalbum musikalbum under namnet Ske (tidigare Skárren Ekkert). Albumet släpptes år 2002 på skivbolaget Smekkleysa.